# Kobylin-Kuleszki
Kobylin-Kuleszki – wieś w Polsce położona w województwie podlaskim, w powiecie wysokomazowieckim, w gminie Kobylin-Borzymy.
W latach 1975–1998 miejscowość administracyjnie należała do województwa łomżyńskiego.
Wierni kościoła rzymskokatolickiego należą do parafii św. Stanisława Biskupa i Męczennika w Kobylinie-Borzymach.

## Historia
Badania archeologiczne wykazały istnienie wczesnośredniowiecznej osady mazowieckiej z XII w. Odnaleziono również groby w obstawie kamiennej i ozdoby kobiece datowane na: druga połowa XI w. – 1200 r.
Pierwotna nazwa miejscowości Kobylino Zarzeczne Kulesze pochodzi od usytuowania wsi względem Kobylina-Borzymów oraz od nazwiska rodu Kuleszów , herbu Ślepowron, dziedziców tych ziem w XVI w., którzy przyjęli następnie nazwisko Kobylińskich.

## Majątek Kobylin-Kuleszki
Przed rokiem 1908 majątek należał do Wincentego Szamotuły.
W roku 1921 folwark Kobylino-Kuleszki. Naliczono tu 4 budynki z przeznaczeniem mieszkalnym oraz 52 mieszkańców (24 mężczyzn i 28 kobiet). Narodowość polską podało 41 osób, białoruską 7, a żydowską 4.
W 1928 r. na 206 ha gospodarował tu Marian de Grellus. Nieznane są losy tej rodziny po roku 1939. W czasie okupacji niemieckiej majątek został upaństwowiony przez Niemców. Ostatnim administratorem był Adam Jakacki, student SGGW. Jesienią 1944 r. Kuleszki zostały rozparcelowane.

## Obiekty zabytkowe
- drewniana kapliczka w typie w. XVIII z przemalowanym obrazem Matki Boskiej z Dzieciątkiem i św. Józefem